# Campionatul Mondial de Handbal Feminin din 2017
Campionatul Mondial de Handbal Feminin din 2017 a fost a XXIII-a ediție a turneului organizat Federația Internațională de Handbal și a avut loc în decembrie 2017, în Germania. Aceasta a fost singura aplicantă pentru găzduirea campionatului și a primit statutul de țară gazdă pe 15 decembrie 2011.
Germania a mai găzduit turneele finale din 1965 și 1997.

## Sălile
Pe data de 9 decembrie 2015, Federația Internațională a anunțat orașele care vor găzdui campionatul: Leipzig, Magdeburg, Bietigheim, Trier, Oldenburg și Hamburg. Semifinalele și finalele s-au desfășurat la Hamburg.
| Leipzig                          | Magdeburg                         | Bietigheim-Bissingen                 |
| -------------------------------- | --------------------------------- | ------------------------------------ |
| Arena Leipzig Capacitate: 12.000 | GETEC Arena Capacitate: 7.782     | EgeTrans Arena Capacitate: 4.583     |
| Trier                            | Oldenburg                         | Hamburg                              |
| Arena Trier Capacitate: 5.900    | Große EWE Arena Capacitate: 5.500 | Barclaycard Arena Capacitate: 13.800 |

## Turneele de calificare
| Competiția                                           | Data                            | Locurile disponibile | Calificate                                                                           |
| ---------------------------------------------------- | ------------------------------- | -------------------- | ------------------------------------------------------------------------------------ |
| Țara gazdă                                           | 15 decembrie 2011               | 1                    | Germania                                                                             |
| Campioana mondială                                   | 5 – 20 decembrie 2015           | 1                    | Norvegia                                                                             |
| Campionatul African de Handbal Feminin din 2016      | 28 noiembrie – 7 decembrie 2016 | 3                    | Angola · Camerun · Tunisia                                                           |
| Campionatul European de Handbal Feminin din 2016     | 4 – 18 decembrie 2016           | 3                    | Danemarca · Franța · Țările de Jos                                                   |
| Campionatul Asiatic de Handbal Feminin din 2017      | 13 – 19 martie 2017             | 3                    | China · Japonia · Coreea de Sud                                                      |
| Meciurile de baraj europene                          | 9 – 15 iunie 2017               | 9                    | Cehia · Muntenegru · România · Rusia · Serbia · Slovenia · Spania · Suedia · Ungaria |
| Campionatul Pan-American de Handbal Feminin din 2017 | 18 – 25 iunie 2017              | 3                    | Brazilia · Argentina · Paraguay                                                      |
| Wild card                                            |                                 | 1                    | Polonia                                                                              |

## Echipele calificate
| Țara          | Calificată ca                                       | Data obținerii calificării | Apariții anterioare în competiție1, 2                                                                                                   |
| ------------- | --------------------------------------------------- | -------------------------- | --- |
| Germania      | Gazdă                                               | 15 decembrie 2011          | 11 (1993, 1995, 1997, 1999, 2003, 2005, 2007, 2009, 2011, 2013, 2015)                                                                   |
| Norvegia      | Campioană mondială                                  | 20 decembrie 2015          | 18 (1971, 1973, 1975, 1982, 1986, 1990, 1993, 1995, 1997, 1999, 2001, 2003, 2005, 2007, 2009, 2011, 2013, 2015)                         |
| Angola        | Finalistă a Campionatului African din 2016          | 5 decembrie 2016           | 13 (1990, 1993, 1995, 1997, 1999, 2001, 2003, 2005, 2007, 2009, 2011, 2013, 2015)                                                       |
| Tunisia       | Finalistă a Campionatului African din 2016          | 5 decembrie 2016           | 8 (1975, 2001, 2003, 2007, 2009, 2011, 2013, 2015)                                                                                      |
| Camerun       | Locul 3 la Campionatul African din 2016             | 7 decembrie 2016           | 1 (2005) |
| Țările de Jos | Finalistă a Campionatului European din 2016         | 14 decembrie 2016          | 10 (1971, 1973, 1978, 1986, 1999, 2001, 2005, 2011, 2013, 2015)                                                                         |
| Danemarca     | Semifinalistă a Campionatului European din 2016     | 14 decembrie 2016          | 18 (1957, 1962, 1965, 1971, 1973, 1975, 1990, 1993, 1995, 1997, 1999, 2001, 2003, 2005, 2009, 2011, 2013, 2015)                         |
| Franța        | Semifinalistă a Campionatului European din 2016     | 14 decembrie 2016          | 12 (1986, 1990, 1997, 1999, 2001, 2003, 2005, 2007, 2009, 2011, 2013, 2015)                                                             |
| Coreea de Sud | Finalistă a Campionatului Asiatic din 2017          | 20 martie 2017             | 16 (1978, 1982, 1986, 1990, 1993, 1995, 1997, 1999, 2001, 2003, 2005, 2007, 2009, 2011, 2013, 2015)                                     |
| Japonia       | Finalistă a Campionatului Asiatic din 2017          | 20 martie 2017             | 17 (1962, 1965, 1971, 1973, 1975, 1986, 1995, 1997, 1999, 2001, 2003, 2005, 2007, 2009, 2011, 2013, 2015)                               |
| China         | Locul 3 la Campionatul Asiatic din 2017             | 22 martie 2017             | 14 (1986, 1990, 1993, 1995, 1997, 1999, 2001, 2003, 2005, 2007, 2009, 2011, 2013, 2015)                                                 |
| Suedia        | Câștigătoare a meciurilor de baraj                  | 13 iunie 2017              | 8 (1957, 1990, 1993, 1995, 2001, 2009, 2011, 2015)                                                                                      |
| România       | Câștigătoare a meciurilor de baraj                  | 13 iunie 2017              | 22 (1957, 1962, 1965, 1971, 1973, 1975, 1978, 1982, 1986, 1990, 1993, 1995, 1997, 1999, 2001, 2003, 2005, 2007, 2009, 2011, 2013, 2015) |
| Serbia        | Câștigătoare a meciurilor de baraj                  | 14 iunie 2017              | 4 (2001, 2003, 2013, 2015) |
| Ungaria       | Câștigătoare a meciurilor de baraj                  | 14 iunie 2017              | 20 (1957, 1962, 1965, 1971, 1973, 1975, 1978, 1982, 1986, 1993, 1995, 1997, 1999, 2001, 2003, 2005, 2007, 2009, 2013, 2015)             |
| Spania        | Câștigătoare a meciurilor de baraj                  | 14 iunie 2017              | 8 (1993, 2001, 2003, 2007, 2009, 2011, 2013, 2015)                                                                                      |
| Muntenegru    | Câștigătoare a meciurilor de baraj                  | 15 iunie 2017              | 3 (2011, 2013, 2015) |
| Slovenia      | Câștigătoare a meciurilor de baraj                  | 15 iunie 2017              | 4 (1997, 2001, 2003, 2005) |
| Cehia         | Câștigătoare a meciurilor de baraj                  | 15 iunie 2017              | 5 (1995, 1997, 1999, 2003, 2013) |
| Rusia         | Câștigătoare a meciurilor de baraj                  | 15 iunie 2017              | 18 (1962, 1973, 1975, 1978, 1982, 1986, 1990, 1993, 1995, 1997, 1999, 2001, 2003, 2005, 2007, 2009, 2011, 2015)                         |
| Polonia       | Wild Card                                           | 23 iunie 2017              | 15 (1957, 1962, 1965, 1973, 1975, 1978, 1986, 1990, 1993, 1997, 1999, 2005, 2007, 2013, 2015)                                           |
| Brazilia      | Semifinalistă a Campionatului Pan-American din 2017 | 24 iunie 2017              | 11 (1995, 1997, 1999, 2001, 2003, 2005, 2007, 2009, 2011, 2013, 2015)                                                                   |
| Argentina     | Semifinalistă a Campionatului Pan-American din 2017 | 24 iunie 2017              | 8 (1999, 2003, 2005, 2007, 2009, 2011, 2013, 2015)                                                                                      |
| Paraguay      | Locul 3 la Campionatul Pan-American din 2017        | 25 iunie 2017              | 2 (2007, 2013) |

1 Bold indică echipa campioană din acel an
2 Italic indică echipa gazdă din acel an

## Arbitrii
Pe 7 august 2017 au fost anunțate 15 perechi de arbitri. O a 16-a pereche a fost nominalizată la sfârșitul lunii august.
| Arbitri       | Arbitri                                 |
| ------------- | --------------------------------------- |
| Argentina     | Sebastián Lenci Julián López Grillo     |
| Coreea de Sud | Koo Bon-ok Lee Se-ok                    |
| Danemarca     | Karina Christiansen Line Hansen         |
| Spania        | Andreu Marín Ignacio García             |
| Franța        | Charlotte Bonaventura Julie Bonaventura |
| Germania      | Robert Schulze Tobias Tönnies           |
| Ungaria       | Péter Horváth Balázs Marton             |
| Japonia       | Koyoshi Hizaki Tomokazu Ikebuchi        |

| Arbitri    | Arbitri                             |
| ---------- | ----------------------------------- |
| Muntenegru | Ivan Pavićević Miloš Ražnatović     |
| Norvegia   | Kjersti Arntsen Guro Røen           |
| Slovenia   | Bojan Lah David Sok                 |
| Rusia      | Victoria Alpaidze Tatiana Berezkina |
| Serbia     | Vanja Antić Jelena Jakovljević      |
| Suedia     | Mirza Kurtagić Mattias Wetterwik    |
| Tunisia    | Samir Krichen Samir Makhlouf        |
| Turcia     | Kürşad Erdoğan İbrahim Özdeniz      |

## Tragerea la sorți
Tragerea la sorți s-a desfășurat pe 27 iunie 2017, de la ora locală 14:00, în Hamburg, Germania, și a fost transmisă în direct pe pagina oficială și pe canalul YouTube al Federației Internaționale de handbal. Extragerea a fost efectuată de Per Bertelsen, președinte al Comisiei de Organizare și Competiții a IHF, ajutat de fosta mare handbalistă germană Grit Jurack.

### Distribuția în urnele valorice
24 de echipe calificate la turneul final al Campionatului Mondial au fost distribuite în 6 urne valorice în funcție de coeficienții IHF. Norvegia, campioană mondială în 2015, și Olanda, Franța și Danemarca, echipe clasate pe locurile 2-4 la Campionatul European din 2016, au fost distribuite în prima urnă valorică.
| Urna 1                                          | Urna a 2-a                            | Urna a 3-a                           | Urna a 4-a                                        | Urna a 5-a                             | Urna a 6-a                               |
| ----------------------------------------------- | ------------------------------------- | ------------------------------------ | ------------------------------------------------- | -------------------------------------- | ---------------------------------------- |
| - Norvegia - Țările de Jos - Franța - Danemarca | - România - Germania - Rusia - Suedia | - Serbia - Cehia - Spania - Brazilia | - Ungaria - Muntenegru - Slovenia - Coreea de Sud | - Angola - Japonia - Argentina - China | - Paraguay - Tunisia - Camerun - Polonia |

## Grupele preliminare
Cele 24 de selecționate naționale au fost trase la sorți în patru grupe de câte șase. Echipele clasate pe primele patru locuri din fiecare grupă s-au calificat în optimile de finală.
Pe 15 noiembrie 2017 au fost anunțate câteva modificări ale orarului competiției.
|  | Echipele calificate în optimile de finală |

### Grupa A
Meciurile acestei grupe s-au jucat la Trier.
| Echipa   | M | V | E | Î | GM  | GP  | G   | Pct |
| -------- | - | - | - | - | --- | --- | --- | --- |
| România  | 5 | 4 | 0 | 1 | 123 | 112 | +11 | 8   |
| Franța   | 5 | 3 | 1 | 1 | 135 | 98  | +37 | 7   |
| Spania   | 5 | 3 | 1 | 1 | 135 | 109 | +26 | 7   |
| Slovenia | 5 | 3 | 0 | 2 | 138 | 134 | +4  | 6   |
| Angola   | 5 | 1 | 0 | 4 | 124 | 141 | −17 | 2   |
| Paraguay | 5 | 0 | 0 | 5 | 95  | 156 | −61 | 0   |

| 2 decembrie 2017 14:00 | România    | 29 - 17 | Paraguay | Arena Trier, Trier Asistență: 2.369 Arbitri: Hizaki, Ikebuchi |
| 2 decembrie 2017 14:00 | Florianu 5 | (16-7)  | Fiore 7  | Arena Trier, Trier Asistență: 2.369 Arbitri: Hizaki, Ikebuchi |
| 2 decembrie 2017 14:00 | 3× 4×      | Cronică | 1×       | Arena Trier, Trier Asistență: 2.369 Arbitri: Hizaki, Ikebuchi |

| 2 decembrie 2017 18:00 | Franța            | 23 - 24 | Slovenia | Arena Trier, Trier Asistență: 3.317 Arbitri: Grillo, Lenci |
| 2 decembrie 2017 18:00 | Landre, Niombla 4 | (10-13) | Gros 9   | Arena Trier, Trier Asistență: 3.317 Arbitri: Grillo, Lenci |
| 2 decembrie 2017 18:00 | 1× 2×             | Cronică | 3× 4×    | Arena Trier, Trier Asistență: 3.317 Arbitri: Grillo, Lenci |

| 2 decembrie 2017 20:30 | Spania   | 28 - 24 | Angola    | Arena Trier, Trier Asistență: 3.042 Arbitri: Pavićević, Ražnatović |
| 2 decembrie 2017 20:30 | Martín 9 | (15-13) | Cazanga 7 | Arena Trier, Trier Asistență: 3.042 Arbitri: Pavićević, Ražnatović |
| 2 decembrie 2017 20:30 | 6× 3×    | Cronică | 4× 2×     | Arena Trier, Trier Asistență: 3.042 Arbitri: Pavićević, Ražnatović |

| 3 decembrie 2017 14:00 | Slovenia | 28 - 31 | România  | Arena Trier, Trier Asistență: 2.411 Arbitri: Pavićević, Ražnatović |
| 3 decembrie 2017 14:00 | Gros 10  | (14-14) | Neagu 11 | Arena Trier, Trier Asistență: 2.411 Arbitri: Pavićević, Ražnatović |
| 3 decembrie 2017 14:00 | 4× 1×    | Cronică | 3× 4×    | Arena Trier, Trier Asistență: 2.411 Arbitri: Pavićević, Ražnatović |

| 3 decembrie 2017 18:00 | Angola    | 19 - 26 | Franța      | Arena Trier, Trier Asistență: 2.227 Arbitri: Krichen, Makhlouf |
| 3 decembrie 2017 18:00 | Cazanga 4 | (10-11) | Lacrabère 7 | Arena Trier, Trier Asistență: 2.227 Arbitri: Krichen, Makhlouf |
| 3 decembrie 2017 18:00 | 2× 4× 1×  | Cronică | 3× 2×       | Arena Trier, Trier Asistență: 2.227 Arbitri: Krichen, Makhlouf |

| 3 decembrie 2017 20:30 | Paraguay               | 15 - 32 | Spania            | Arena Trier, Trier Asistență: 1.723 Arbitri: Grillo, Lenci |
| 3 decembrie 2017 20:30 | Acuña Insfrán, Fiore 4 | (6-16)  | Arderíus Martín 7 | Arena Trier, Trier Asistență: 1.723 Arbitri: Grillo, Lenci |
| 3 decembrie 2017 20:30 | 7× 2× 1×               | Cronică | 4× 1×             | Arena Trier, Trier Asistență: 1.723 Arbitri: Grillo, Lenci |

| 5 decembrie 2017 14:00 | Slovenia | 32 - 25 | Angola    | Arena Trier, Trier Asistență: 1.303 Arbitri: Pavićević, Ražnatović |
| 5 decembrie 2017 14:00 | Gros 7   | (15-15) | Cazanga 6 | Arena Trier, Trier Asistență: 1.303 Arbitri: Pavićević, Ražnatović |
| 5 decembrie 2017 14:00 | 4×       | Cronică | 6× 3×     | Arena Trier, Trier Asistență: 1.303 Arbitri: Pavićević, Ražnatović |

| 5 decembrie 2017 18:00 | Franța    | 35 - 13 | Paraguay               | Arena Trier, Trier Asistență: 1.678 Arbitri: Hizaki, Ikebuchi |
| 5 decembrie 2017 18:00 | Houette 9 | (14-10) | Acuña Insfrán, Fiore 3 | Arena Trier, Trier Asistență: 1.678 Arbitri: Hizaki, Ikebuchi |
| 5 decembrie 2017 18:00 | 4× 1×     | Cronică | 2× 1×                  | Arena Trier, Trier Asistență: 1.678 Arbitri: Hizaki, Ikebuchi |

| 5 decembrie 2017 20:30 | România | 19 - 17 | Spania                    | Arena Trier, Trier Asistență: 1.724 Arbitri: Grillo, Lenci |
| 5 decembrie 2017 20:30 | Neagu 8 | (9-7)   | González, Pena Abaurrea 4 | Arena Trier, Trier Asistență: 1.724 Arbitri: Grillo, Lenci |
| 5 decembrie 2017 20:30 | 3× 2×   | Cronică | 5× 3×                     | Arena Trier, Trier Asistență: 1.724 Arbitri: Grillo, Lenci |

| 7 decembrie 2017 14:00 | Paraguay | 22 - 28 | Slovenia | Arena Trier, Trier Asistență: 1.590 Arbitri: Krichen, Makhlouf |
| 7 decembrie 2017 14:00 | Fiore 8  | (9-18)  | Gros 6   | Arena Trier, Trier Asistență: 1.590 Arbitri: Krichen, Makhlouf |
| 7 decembrie 2017 14:00 | 3× 2×    | Cronică | 5× 2×    | Arena Trier, Trier Asistență: 1.590 Arbitri: Krichen, Makhlouf |

| 7 decembrie 2017 18:00 | România | 27 - 24 | Angola            | Arena Trier, Trier Asistență: 3.123 Arbitri: Hizaki, Ikebuchi |
| 7 decembrie 2017 18:00 | Neagu 7 | (14-14) | Cazanga, Guialo 7 | Arena Trier, Trier Asistență: 3.123 Arbitri: Hizaki, Ikebuchi |
| 7 decembrie 2017 18:00 | 2× 4×   | Cronică | 4×                | Arena Trier, Trier Asistență: 3.123 Arbitri: Hizaki, Ikebuchi |

| 7 decembrie 2017 20:30 | Spania           | 25 - 25 | Franța    | Arena Trier, Trier Asistență: 3.316 Arbitri: Pavićević, Ražnatović |
| 7 decembrie 2017 20:30 | Cabral, Martín 6 | (10-11) | Houette 5 | Arena Trier, Trier Asistență: 3.316 Arbitri: Pavićević, Ražnatović |
| 7 decembrie 2017 20:30 | 3× 4×            | Cronică | 2× 1×     | Arena Trier, Trier Asistență: 3.316 Arbitri: Pavićević, Ražnatović |

| 8 decembrie 2017 14:00 | Angola    | 32 - 28 | Paraguay | Arena Trier, Trier Asistență: 1.123 Arbitri: Hizaki, Ikebuchi |
| 8 decembrie 2017 14:00 | Carlos 10 | (16-17) | Fiore 8  | Arena Trier, Trier Asistență: 1.123 Arbitri: Hizaki, Ikebuchi |
| 8 decembrie 2017 14:00 | 7× 3×     | Cronică | 5× 2× 1× | Arena Trier, Trier Asistență: 1.123 Arbitri: Hizaki, Ikebuchi |

| 8 decembrie 2017 18:00 | Franța    | 26 - 17 | România    | Arena Trier, Trier Asistență: 3.824 Arbitri: Krichen, Makhlouf |
| 8 decembrie 2017 18:00 | Houette 7 | (17-7)  | Florianu 6 | Arena Trier, Trier Asistență: 3.824 Arbitri: Krichen, Makhlouf |
| 8 decembrie 2017 18:00 | 2×        | Cronică | 4× 3×      | Arena Trier, Trier Asistență: 3.824 Arbitri: Krichen, Makhlouf |

| 8 decembrie 2017 20:30 | Spania          | 33 - 26 | Slovenia       | Arena Trier, Trier Asistență: 3.422 Arbitri: Kurtagić, Wetterwik |
| 8 decembrie 2017 20:30 | Pena Abaurrea 9 | (13-14) | Gros, Stanko 7 | Arena Trier, Trier Asistență: 3.422 Arbitri: Kurtagić, Wetterwik |
| 8 decembrie 2017 20:30 | 4× 2×           | Cronică | 2×             | Arena Trier, Trier Asistență: 3.422 Arbitri: Kurtagić, Wetterwik |

### Grupa B
Meciurile acestei grupe s-au jucat la Bietigheim-Bissingen.
| Echipa    | M | V | E | Î | GM  | GP  | G   | Pct |
| --------- | - | - | - | - | --- | --- | --- | --- |
| Suedia    | 5 | 4 | 0 | 1 | 160 | 139 | +21 | 8a) |
| Norvegia  | 5 | 4 | 0 | 1 | 163 | 110 | +53 | 8a) |
| Ungaria   | 5 | 3 | 0 | 2 | 138 | 127 | +11 | 6   |
| Cehia     | 5 | 2 | 0 | 3 | 134 | 147 | −13 | 4b) |
| Polonia   | 5 | 2 | 0 | 3 | 144 | 145 | −1  | 4b) |
| Argentina | 5 | 0 | 0 | 5 | 102 | 173 | −71 | 0   |

a) Suedia a învins Norvegia în meciul direct și s-a clasat pe locul 1, la egalitate de puncte și cu un golaveraj mai mic.
b) Cehia a învins Polonia în meciul direct și s-a calificat în optimi, la egalitate de puncte și cu un golaveraj mai mic.
| 2 decembrie 2017 14:00 | Cehia       | 28 - 22 | Argentina | EgeTrans Arena, Bietigheim-Bissingen Asistență: 2.363 Arbitri: Koo, Lee |
| 2 decembrie 2017 14:00 | Ryšánková 7 | (14-9)  | Mendoza 4 | EgeTrans Arena, Bietigheim-Bissingen Asistență: 2.363 Arbitri: Koo, Lee |
| 2 decembrie 2017 14:00 | 1× 2×       | Cronică | 3×        | EgeTrans Arena, Bietigheim-Bissingen Asistență: 2.363 Arbitri: Koo, Lee |

| 2 decembrie 2017 18:00 | Suedia           | 30 - 33 | Polonia  | EgeTrans Arena, Bietigheim-Bissingen Asistență: 3.620 Arbitri: Schulze, Tönnies |
| 2 decembrie 2017 18:00 | trei jucătoare 5 | (15-17) | Achruk 9 | EgeTrans Arena, Bietigheim-Bissingen Asistență: 3.620 Arbitri: Schulze, Tönnies |
| 2 decembrie 2017 18:00 | 4× 3×            | Cronică | 5× 3×    | EgeTrans Arena, Bietigheim-Bissingen Asistență: 3.620 Arbitri: Schulze, Tönnies |

| 2 decembrie 2017 20:30 | Norvegia | 30 - 22 | Ungaria | EgeTrans Arena, Bietigheim-Bissingen Asistență: 3.620 Arbitri: Hansen, Christiansen |
| 2 decembrie 2017 20:30 | Mørk 7   | (21-11) | Háfra 4 | EgeTrans Arena, Bietigheim-Bissingen Asistență: 3.620 Arbitri: Hansen, Christiansen |
| 2 decembrie 2017 20:30 | 3× 1×    | Cronică | 3×      | EgeTrans Arena, Bietigheim-Bissingen Asistență: 3.620 Arbitri: Hansen, Christiansen |

| 3 decembrie 2017 14:00 | Polonia        | 25 - 29 | Cehia       | EgeTrans Arena, Bietigheim-Bissingen Asistență: 2.720 Arbitri: Christiansen, Hansen |
| 3 decembrie 2017 14:00 | Kudłacz-Gloc 6 | (15-12) | Jeřábková 8 | EgeTrans Arena, Bietigheim-Bissingen Asistență: 2.720 Arbitri: Christiansen, Hansen |
| 3 decembrie 2017 14:00 | 2× 1×          | Cronică | 5× 4×       | EgeTrans Arena, Bietigheim-Bissingen Asistență: 2.720 Arbitri: Christiansen, Hansen |

| 3 decembrie 2017 18:00 | Ungaria             | 22 - 25 | Suedia    | EgeTrans Arena, Bietigheim-Bissingen Asistență: 3.620 Arbitri: Koo, Lee |
| 3 decembrie 2017 18:00 | Klivinyi, Schatzl 5 | (11-11) | Gulldén 7 | EgeTrans Arena, Bietigheim-Bissingen Asistență: 3.620 Arbitri: Koo, Lee |
| 3 decembrie 2017 18:00 | 7× 2×               | Cronică | 3×        | EgeTrans Arena, Bietigheim-Bissingen Asistență: 3.620 Arbitri: Koo, Lee |

| 3 decembrie 2017 20:30 | Argentina | 21 - 36 | Norvegia | EgeTrans Arena, Bietigheim-Bissingen Asistență: 3.620 Arbitri: Alpaidze, Berezkina |
| 3 decembrie 2017 20:30 | Gavilán 4 | (13-18) | Løke 7   | EgeTrans Arena, Bietigheim-Bissingen Asistență: 3.620 Arbitri: Alpaidze, Berezkina |
| 3 decembrie 2017 20:30 | 3× 2×     | Cronică | 6× 1×    | EgeTrans Arena, Bietigheim-Bissingen Asistență: 3.620 Arbitri: Alpaidze, Berezkina |

| 5 decembrie 2017 14:00 | Ungaria  | 33 - 15 | Argentina       | EgeTrans Arena, Bietigheim-Bissingen Asistență: 2.110 Arbitri: Schulze, Tönnies |
| 5 decembrie 2017 14:00 | Kovács 7 | (18-7)  | Ponce de Leon 5 | EgeTrans Arena, Bietigheim-Bissingen Asistență: 2.110 Arbitri: Schulze, Tönnies |
| 5 decembrie 2017 14:00 | 4× 3×    | Cronică | 2×              | EgeTrans Arena, Bietigheim-Bissingen Asistență: 2.110 Arbitri: Schulze, Tönnies |

| 5 decembrie 2017 18:00 | Suedia           | 36 - 32 | Cehia      | EgeTrans Arena, Bietigheim-Bissingen Asistență: 2.600 Arbitri: Alpaidze, Berezkina |
| 5 decembrie 2017 18:00 | trei jucătoare 6 | (16-18) | Luzumová 9 | EgeTrans Arena, Bietigheim-Bissingen Asistență: 2.600 Arbitri: Alpaidze, Berezkina |
| 5 decembrie 2017 18:00 | 2×               | Cronică | 2×         | EgeTrans Arena, Bietigheim-Bissingen Asistență: 2.600 Arbitri: Alpaidze, Berezkina |

| 5 decembrie 2017 20:30 | Norvegia      | 35 - 20 | Polonia | EgeTrans Arena, Bietigheim-Bissingen Asistență: 2.600 Arbitri: Koo, Lee |
| 5 decembrie 2017 20:30 | Kristiansen 6 | (18-11) | Zych 4  | EgeTrans Arena, Bietigheim-Bissingen Asistență: 2.600 Arbitri: Koo, Lee |
| 5 decembrie 2017 20:30 | 1× 2×         | Cronică | 2×      | EgeTrans Arena, Bietigheim-Bissingen Asistență: 2.600 Arbitri: Koo, Lee |

| 7 decembrie 2017 14:00 | Polonia        | 28 - 31 | Ungaria     | EgeTrans Arena, Bietigheim-Bissingen Asistență: 1.570 Arbitri: Alpaidze, Berezkina |
| 7 decembrie 2017 14:00 | Kudłacz-Gloc 8 | (11-13) | Kovacsics 8 | EgeTrans Arena, Bietigheim-Bissingen Asistență: 1.570 Arbitri: Alpaidze, Berezkina |
| 7 decembrie 2017 14:00 | 1× 2×          | Cronică | 4× 3× 1×    | EgeTrans Arena, Bietigheim-Bissingen Asistență: 1.570 Arbitri: Alpaidze, Berezkina |

| 7 decembrie 2017 18:00 | Suedia   | 38 - 24 | Argentina         | EgeTrans Arena, Bietigheim-Bissingen Asistență: 2.220 Arbitri: Christiansen, Hansen |
| 7 decembrie 2017 18:00 | Hagman 6 | (17-13) | cinci jucătoare 3 | EgeTrans Arena, Bietigheim-Bissingen Asistență: 2.220 Arbitri: Christiansen, Hansen |
| 7 decembrie 2017 18:00 | 6× 2×    | Cronică | 3× 1×             | EgeTrans Arena, Bietigheim-Bissingen Asistență: 2.220 Arbitri: Christiansen, Hansen |

| 7 decembrie 2017 20:30 | Cehia       | 16 - 34 | Norvegia | EgeTrans Arena, Bietigheim-Bissingen Asistență: 2.300 Arbitri: Schulze, Tönnies |
| 7 decembrie 2017 20:30 | Jeřábková 4 | (7-20)  | Mørk 7   | EgeTrans Arena, Bietigheim-Bissingen Asistență: 2.300 Arbitri: Schulze, Tönnies |
| 7 decembrie 2017 20:30 | 7× 2×       | Cronică | 4× 2×    | EgeTrans Arena, Bietigheim-Bissingen Asistență: 2.300 Arbitri: Schulze, Tönnies |

| 8 decembrie 2017 14:00 | Argentina | 20 - 38 | Polonia        | EgeTrans Arena, Bietigheim-Bissingen Asistență: 1.100 Arbitri: Schulze, Tönnies |
| 8 decembrie 2017 14:00 | Salvadó 4 | (9-19)  | Kudłacz-Gloc 7 | EgeTrans Arena, Bietigheim-Bissingen Asistență: 1.100 Arbitri: Schulze, Tönnies |
| 8 decembrie 2017 14:00 | 3× 2×     | Cronică | 3×             | EgeTrans Arena, Bietigheim-Bissingen Asistență: 1.100 Arbitri: Schulze, Tönnies |

| 8 decembrie 2017 18:00 | Cehia       | 29 - 30 | Ungaria | EgeTrans Arena, Bietigheim-Bissingen Asistență: 3.620 Arbitri: Christiansen, Hansen |
| 8 decembrie 2017 18:00 | Jeřábková 9 | (14-17) | Bódi 7  | EgeTrans Arena, Bietigheim-Bissingen Asistență: 3.620 Arbitri: Christiansen, Hansen |
| 8 decembrie 2017 18:00 | 2× 3×       | Cronică | 7× 2×   | EgeTrans Arena, Bietigheim-Bissingen Asistență: 3.620 Arbitri: Christiansen, Hansen |

| 8 decembrie 2017 20:30 | Norvegia | 28 - 31 | Suedia    | EgeTrans Arena, Bietigheim-Bissingen Asistență: 3.620 Arbitri: Koo, Lee |
| 8 decembrie 2017 20:30 | Mørk 9   | (18-16) | Gulldén 9 | EgeTrans Arena, Bietigheim-Bissingen Asistență: 3.620 Arbitri: Koo, Lee |
| 8 decembrie 2017 20:30 | 2× 3×    | Cronică | 1× 3×     | EgeTrans Arena, Bietigheim-Bissingen Asistență: 3.620 Arbitri: Koo, Lee |

### Grupa C
Meciurile acestei grupe s-au jucat la Oldenburg.
| Echipa     | M | V | E | Î | GM  | GP  | G   | Pct |
| ---------- | - | - | - | - | --- | --- | --- | --- |
| Rusia      | 5 | 5 | 0 | 0 | 149 | 111 | +38 | 10  |
| Danemarca  | 5 | 3 | 0 | 2 | 142 | 120 | +22 | 6   |
| Japonia    | 5 | 2 | 1 | 2 | 134 | 130 | +4  | 5a) |
| Muntenegru | 5 | 2 | 1 | 2 | 135 | 127 | +8  | 5a) |
| Brazilia   | 5 | 1 | 2 | 2 | 110 | 119 | −9  | 4   |
| Tunisia    | 5 | 0 | 0 | 5 | 93  | 156 | −63 | 0   |

a) Japonia a învins Muntenegru în meciul direct și s-a clasat pe locul al 3-lea, la egalitate de puncte și cu un golaveraj mai mic.
| 2 decembrie 2017 14:00 | Rusia             | 36 - 16 | Tunisia   | Große EWE Arena, Oldenburg Asistență: 2.293 Arbitri: Antić, Jakovljević |
| 2 decembrie 2017 14:00 | patru jucătoare 5 | (14-9)  | Chebbah 6 | Große EWE Arena, Oldenburg Asistență: 2.293 Arbitri: Antić, Jakovljević |
| 2 decembrie 2017 14:00 | 4× 3×             | Cronică | 2× 3×     | Große EWE Arena, Oldenburg Asistență: 2.293 Arbitri: Antić, Jakovljević |

| 2 decembrie 2017 17:45 | Brazilia | 28 - 28 | Japonia | Große EWE Arena, Oldenburg Asistență: 2.973 Arbitri: Bonaventura, Bonaventura |
| 2 decembrie 2017 17:45 | Belo 11  | (12-15) | Hara 7  | Große EWE Arena, Oldenburg Asistență: 2.973 Arbitri: Bonaventura, Bonaventura |
| 2 decembrie 2017 17:45 | 6× 4× 1× | Cronică | 3× 2×   | Große EWE Arena, Oldenburg Asistență: 2.973 Arbitri: Bonaventura, Bonaventura |

| 2 decembrie 2017 20:15 | Danemarca           | 24 - 31 | Muntenegru   | Große EWE Arena, Oldenburg Asistență: 3.079 Arbitri: Horváth, Marton |
| 2 decembrie 2017 20:15 | Griegel, Tranborg 5 | (12-17) | Radičević 12 | Große EWE Arena, Oldenburg Asistență: 3.079 Arbitri: Horváth, Marton |
| 2 decembrie 2017 20:15 | 3× 5×               | Cronică | 4× 6×        | Große EWE Arena, Oldenburg Asistență: 3.079 Arbitri: Horváth, Marton |

| 3 decembrie 2017 14:00 | Tunisia   | 22 - 23 | Brazilia | Große EWE Arena, Oldenburg Asistență: 2.351 Arbitri: Lah, Sok |
| 3 decembrie 2017 14:00 | Chebbah 7 | (13-10) | Belo 7   | Große EWE Arena, Oldenburg Asistență: 2.351 Arbitri: Lah, Sok |
| 3 decembrie 2017 14:00 | 4× 3×     | Cronică | 5× 2×    | Große EWE Arena, Oldenburg Asistență: 2.351 Arbitri: Lah, Sok |

| 3 decembrie 2017 17:45 | Muntenegru  | 24 - 28 | Rusia       | Große EWE Arena, Oldenburg Asistență: 2.269 Arbitri: Bonaventura, Bonaventura |
| 3 decembrie 2017 17:45 | Bulatović 7 | (12-15) | Dmitrieva 5 | Große EWE Arena, Oldenburg Asistență: 2.269 Arbitri: Bonaventura, Bonaventura |
| 3 decembrie 2017 17:45 | 4× 3×       | Cronică | 4× 3×       | Große EWE Arena, Oldenburg Asistență: 2.269 Arbitri: Bonaventura, Bonaventura |

| 3 decembrie 2017 20:15 | Japonia           | 18 - 32 | Danemarca        | Große EWE Arena, Oldenburg Asistență: 2.389 Arbitri: Antić, Jakovljević |
| 3 decembrie 2017 20:15 | patru jucătoare 3 | (5-16)  | trei jucătoare 5 | Große EWE Arena, Oldenburg Asistență: 2.389 Arbitri: Antić, Jakovljević |
| 3 decembrie 2017 20:15 | 2×                | Cronică | 4× 1×            | Große EWE Arena, Oldenburg Asistență: 2.389 Arbitri: Antić, Jakovljević |

| 5 decembrie 2017 14:00 | Muntenegru  | 28 - 29 | Japonia   | Große EWE Arena, Oldenburg Asistență: 1.103 Arbitri: Lah, Sok |
| 5 decembrie 2017 14:00 | Radičević 7 | (15-12) | Ikehara 9 | Große EWE Arena, Oldenburg Asistență: 1.103 Arbitri: Lah, Sok |
| 5 decembrie 2017 14:00 | 3×          | Cronică | 1× 3×     | Große EWE Arena, Oldenburg Asistență: 1.103 Arbitri: Lah, Sok |

| 5 decembrie 2017 17:45 | Rusia      | 24 - 16 | Brazilia  | Große EWE Arena, Oldenburg Asistență: 1.721 Arbitri: Horváth, Marton |
| 5 decembrie 2017 17:45 | Samohina 6 | (14-7)  | Taleska 5 | Große EWE Arena, Oldenburg Asistență: 1.721 Arbitri: Horváth, Marton |
| 5 decembrie 2017 17:45 | 5× 2×      | Cronică | 3× 4×     | Große EWE Arena, Oldenburg Asistență: 1.721 Arbitri: Horváth, Marton |

| 5 decembrie 2017 20:30 | Danemarca      | 37 - 19 | Tunisia   | Große EWE Arena, Oldenburg Asistență: 1.812 Arbitri: Bonaventura, Bonaventura |
| 5 decembrie 2017 20:30 | L. Jørgensen 6 | (15-6)  | Chebbah 7 | Große EWE Arena, Oldenburg Asistență: 1.812 Arbitri: Bonaventura, Bonaventura |
| 5 decembrie 2017 20:30 | 4× 3×          | Cronică | 2×        | Große EWE Arena, Oldenburg Asistență: 1.812 Arbitri: Bonaventura, Bonaventura |

| 6 decembrie 2017 14:00 | Rusia            | 29 - 28 | Japonia              | Große EWE Arena, Oldenburg Asistență: 1.187 Arbitri: Bonaventura, Bonaventura |
| 6 decembrie 2017 14:00 | trei jucătoare 5 | (13-11) | Ikehara, Y. Sunami 6 | Große EWE Arena, Oldenburg Asistență: 1.187 Arbitri: Bonaventura, Bonaventura |
| 6 decembrie 2017 14:00 | 8× 2×            | Cronică | 7× 2× 1×             | Große EWE Arena, Oldenburg Asistență: 1.187 Arbitri: Bonaventura, Bonaventura |

| 6 decembrie 2017 17:45 | Tunisia          | 23 - 29 | Muntenegru | Große EWE Arena, Oldenburg Asistență: 1.989 Arbitri: Antić, Jakovljević |
| 6 decembrie 2017 17:45 | Chebbah, Kouki 5 | (13-15) | Raičević 9 | Große EWE Arena, Oldenburg Asistență: 1.989 Arbitri: Antić, Jakovljević |
| 6 decembrie 2017 17:45 | 4× 1×            | Cronică | 5× 3× 1×   | Große EWE Arena, Oldenburg Asistență: 1.989 Arbitri: Antić, Jakovljević |

| 6 decembrie 2017 20:15 | Brazilia | 20 - 22 | Danemarca      | Große EWE Arena, Oldenburg Asistență: 2.105 Arbitri: Horváth, Marton |
| 6 decembrie 2017 20:15 | Belo 6   | (13-13) | S. Jørgensen 9 | Große EWE Arena, Oldenburg Asistență: 2.105 Arbitri: Horváth, Marton |
| 6 decembrie 2017 20:15 | 2× 4×    | Cronică | 4×             | Große EWE Arena, Oldenburg Asistență: 2.105 Arbitri: Horváth, Marton |

| 8 decembrie 2017 14:00 | Japonia     | 31 - 13 | Tunisia   | Große EWE Arena, Oldenburg Asistență: 809 Arbitri: Horváth, Marton |
| 8 decembrie 2017 14:00 | Yokoshima 8 | (15-6)  | Chebbah 5 | Große EWE Arena, Oldenburg Asistență: 809 Arbitri: Horváth, Marton |
| 8 decembrie 2017 14:00 | 5× 2×       | Cronică | 4× 2× 1×  | Große EWE Arena, Oldenburg Asistență: 809 Arbitri: Horváth, Marton |

| 8 decembrie 2017 17:45 | Brazilia        | 23 - 23 | Muntenegru  | Große EWE Arena, Oldenburg Asistență: 3.607 Arbitri: Arntsen, Røen |
| 8 decembrie 2017 17:45 | Belo, Taleska 6 | (13-12) | Bulatović 6 | Große EWE Arena, Oldenburg Asistență: 3.607 Arbitri: Arntsen, Røen |
| 8 decembrie 2017 17:45 | 3×              | Cronică | 5× 3×       | Große EWE Arena, Oldenburg Asistență: 3.607 Arbitri: Arntsen, Røen |

| 8 decembrie 2017 20:30 | Danemarca        | 27 - 32 | Rusia      | Große EWE Arena, Oldenburg Asistență: 4.021 Arbitri: Lah, Sok |
| 8 decembrie 2017 20:30 | Fisker, Woller 5 | (11-12) | Samohina 7 | Große EWE Arena, Oldenburg Asistență: 4.021 Arbitri: Lah, Sok |
| 8 decembrie 2017 20:30 | 4× 2×            | Cronică | 2×         | Große EWE Arena, Oldenburg Asistență: 4.021 Arbitri: Lah, Sok |

### Grupa D
Meciurile acestei grupe s-au jucat la Leipzig.
| Echipa        | M | V | E | Î | GM  | GP  | G   | Pct |
| ------------- | - | - | - | - | --- | --- | --- | --- |
| Serbia        | 5 | 3 | 2 | 0 | 159 | 121 | +38 | 8   |
| Țările de Jos | 5 | 3 | 1 | 1 | 149 | 111 | +38 | 7   |
| Germania      | 5 | 3 | 1 | 1 | 120 | 95  | +25 | 7   |
| Coreea de Sud | 5 | 3 | 0 | 2 | 134 | 118 | +16 | 6   |
| Camerun       | 5 | 0 | 1 | 4 | 105 | 150 | −45 | 1   |
| China         | 5 | 0 | 1 | 4 | 92  | 164 | −72 | 1   |

| 1 decembrie 2017 19:00 | Germania  | 28 - 15 | Camerun           | Arena Leipzig, Leipzig Asistență: 6.000 Arbitri: Arntsen, Røen |
| 1 decembrie 2017 19:00 | Loerper 5 | (12-7)  | Djiepmou Medibe 3 | Arena Leipzig, Leipzig Asistență: 6.000 Arbitri: Arntsen, Røen |
| 1 decembrie 2017 19:00 | 1× 3×     | Cronică | 8× 2× 1×          | Arena Leipzig, Leipzig Asistență: 6.000 Arbitri: Arntsen, Røen |

| 2 decembrie 2017 15:30 | Serbia                      | 43 - 23 | China    | Arena Leipzig, Leipzig Asistență: 1.449 Arbitri: Erdoğan, Özdeniz |
| 2 decembrie 2017 15:30 | Damnjanović, Krpež Slezak 8 | (21-11) | Liu 9    | Arena Leipzig, Leipzig Asistență: 1.449 Arbitri: Erdoğan, Özdeniz |
| 2 decembrie 2017 15:30 | 4× 3×                       | Cronică | 4× 3× 1× | Arena Leipzig, Leipzig Asistență: 1.449 Arbitri: Erdoğan, Özdeniz |

| 2 decembrie 2017 18:00 | Țările de Jos | 22 - 24 | Coreea de Sud | Arena Leipzig, Leipzig Asistență: 2.066 Arbitri: García, Marín |
| 2 decembrie 2017 18:00 | Abbingh 11    | (11-14) | Kang 6        | Arena Leipzig, Leipzig Asistență: 2.066 Arbitri: García, Marín |
| 2 decembrie 2017 18:00 | 3× 2×         | Cronică | 1×            | Arena Leipzig, Leipzig Asistență: 2.066 Arbitri: García, Marín |

| 3 decembrie 2017 14:00 | Camerun                 | 21 - 34 | Serbia                        | Arena Leipzig, Leipzig Asistență: 2.107 Arbitri: García, Marín |
| 3 decembrie 2017 14:00 | Atangana, Touba Byolo 5 | (9-20)  | Krpež Slezak, Radosavljević 6 | Arena Leipzig, Leipzig Asistență: 2.107 Arbitri: García, Marín |
| 3 decembrie 2017 14:00 | 5× 1×                   | Cronică | 3× 2×                         | Arena Leipzig, Leipzig Asistență: 2.107 Arbitri: García, Marín |

| 3 decembrie 2017 18:00 | China | 15 - 40 | Țările de Jos    | Arena Leipzig, Leipzig Asistență: 4.381 Arbitri: Arntsen, Røen |
| 3 decembrie 2017 18:00 | Liu 6 | (9-20)  | trei jucătoare 5 | Arena Leipzig, Leipzig Asistență: 4.381 Arbitri: Arntsen, Røen |
| 3 decembrie 2017 18:00 | 2×    | Cronică | 2× 3×            | Arena Leipzig, Leipzig Asistență: 4.381 Arbitri: Arntsen, Røen |

| 3 decembrie 2017 20:30 | Coreea de Sud | 18 - 23 | Germania     | Arena Leipzig, Leipzig Asistență: 5.794 Arbitri: Kurtagić, Wetterwik |
| 3 decembrie 2017 20:30 | Lee, Sim 5    | (10-11) | Gubernatis 7 | Arena Leipzig, Leipzig Asistență: 5.794 Arbitri: Kurtagić, Wetterwik |
| 3 decembrie 2017 20:30 | 3×            | Cronică | 5× 4×        | Arena Leipzig, Leipzig Asistență: 5.794 Arbitri: Kurtagić, Wetterwik |

| 5 decembrie 2017 12:00 | Coreea de Sud | 31 - 19 | China | Arena Leipzig, Leipzig Asistență: 3.917 Arbitri: García, Marín |
| 5 decembrie 2017 12:00 | Yu 8          | (18-10) | Liu 8 | Arena Leipzig, Leipzig Asistență: 3.917 Arbitri: García, Marín |
| 5 decembrie 2017 12:00 | 2×            | Cronică | 3× 2× | Arena Leipzig, Leipzig Asistență: 3.917 Arbitri: García, Marín |

| 5 decembrie 2017 15:30 | Țările de Jos             | 29 - 22 | Camerun                      | Arena Leipzig, Leipzig Asistență: 2.237 Arbitri: Erdoğan, Özdeniz |
| 5 decembrie 2017 15:30 | van der Heijden, Polman 4 | (14-8)  | Djiepmou Medibe, Touba Byolo | Arena Leipzig, Leipzig Asistență: 2.237 Arbitri: Erdoğan, Özdeniz |
| 5 decembrie 2017 15:30 | 3×                        | Cronică | 5× 1×                        | Arena Leipzig, Leipzig Asistență: 2.237 Arbitri: Erdoğan, Özdeniz |

| 5 decembrie 2017 18:00 | Germania | 22 - 22 | Serbia         | Arena Leipzig, Leipzig Asistență: 3.871 Arbitri: Arntsen, Røen |
| 5 decembrie 2017 18:00 | Huber 6  | (9-11)  | Krpež Slezak 7 | Arena Leipzig, Leipzig Asistență: 3.871 Arbitri: Arntsen, Røen |
| 5 decembrie 2017 18:00 | 6×       | Cronică | 4×             | Arena Leipzig, Leipzig Asistență: 3.871 Arbitri: Arntsen, Røen |

| 6 decembrie 2017 12:00 | Camerun           | 21 - 33 | Coreea de Sud    | Arena Leipzig, Leipzig Asistență: 667 Arbitri: Arntsen, Røen |
| 6 decembrie 2017 12:00 | Djiepmou Medibe 6 | (6-16)  | trei jucătoare 5 | Arena Leipzig, Leipzig Asistență: 667 Arbitri: Arntsen, Røen |
| 6 decembrie 2017 12:00 | 6× 3× 1×          | Cronică | 2×               | Arena Leipzig, Leipzig Asistență: 667 Arbitri: Arntsen, Røen |

| 6 decembrie 2017 15:30 | Serbia      | 27 - 27 | Țările de Jos | Arena Leipzig, Leipzig Asistență: 2.545 Arbitri: Kurtagić, Wetterwik |
| 6 decembrie 2017 15:30 | Dmitrović 9 | (15-15) | Abbingh 7     | Arena Leipzig, Leipzig Asistență: 2.545 Arbitri: Kurtagić, Wetterwik |
| 6 decembrie 2017 15:30 | 6× 3×       | Cronică | 3×            | Arena Leipzig, Leipzig Asistență: 2.545 Arbitri: Kurtagić, Wetterwik |

| 6 decembrie 2017 18:00 | Germania | 24 - 9  | China            | Arena Leipzig, Leipzig Asistență: 3.165 Arbitri: Erdoğan, Özdeniz |
| 6 decembrie 2017 18:00 | Bölk 4   | (10-3)  | trei jucătoare 2 | Arena Leipzig, Leipzig Asistență: 3.165 Arbitri: Erdoğan, Özdeniz |
| 6 decembrie 2017 18:00 | 1× 3×    | Cronică | 4× 2×            | Arena Leipzig, Leipzig Asistență: 3.165 Arbitri: Erdoğan, Özdeniz |

| 8 decembrie 2017 14:00 | China  | 26 - 26 | Camerun                     | Arena Leipzig, Leipzig Asistență: 1.825 Arbitri: Antić, Jakovljević |
| 8 decembrie 2017 14:00 | Qiao 5 | (13-13) | Baniomo, Nchouapouognigni 5 | Arena Leipzig, Leipzig Asistență: 1.825 Arbitri: Antić, Jakovljević |
| 8 decembrie 2017 14:00 | 3×     | Cronică | 5× 2×                       | Arena Leipzig, Leipzig Asistență: 1.825 Arbitri: Antić, Jakovljević |

| 8 decembrie 2017 14:00 | Țările de Jos | 31 - 23 | Germania | Arena Leipzig, Leipzig Asistență: 6.000 Arbitri: García, Marín |
| 8 decembrie 2017 14:00 | Abbingh 9     | (31-23) | Stolle 6 | Arena Leipzig, Leipzig Asistență: 6.000 Arbitri: García, Marín |
| 8 decembrie 2017 14:00 | 3× 1×         | Cronică | 3×       | Arena Leipzig, Leipzig Asistență: 6.000 Arbitri: García, Marín |

| 8 decembrie 2017 20:30 | Serbia                   | 33 - 28 | Coreea de Sud | Arena Leipzig, Leipzig Asistență: 5.432 Arbitri: Erdoğan, Özdeniz |
| 8 decembrie 2017 20:30 | Damnjanović, Pop-Lazić 5 | (15-14) | Yu 8          | Arena Leipzig, Leipzig Asistență: 5.432 Arbitri: Erdoğan, Özdeniz |
| 8 decembrie 2017 20:30 | 4× 3×                    | Cronică | 2×            | Arena Leipzig, Leipzig Asistență: 5.432 Arbitri: Erdoğan, Özdeniz |

## Cupa președintelui

### Meciurile pentru locurile 17–20
|  | Semifinalele pentru locurile 17-20 | Semifinalele pentru locurile 17-20 |    |              | Meciul pentru locul 17 | Meciul pentru locul 17 |  |
|  |                                    |                                    |    |              |                        |                        |  |
|  | 10 decembrie                       |                                    |    |              |                        |                        |  |
|  | Angola                             | 33                                 |    |              |                        |                        |  |
|  | Polonia                            | 34                                 |    |              |                        |                        |  |
|  |                                    |                                    |    |              |                        |                        |  |
|  |                                    |                                    |    |              | 11 decembrie           |                        |  |
|  |                                    |                                    |    |              | Polonia                | 29                     |  |
|  |                                    | Brazilia                           | 27 |              |                        |                        |  |
|  |                                    |                                    |    |              |                        |                        |  |
|  |                                    |                                    |    |              |                        |                        |  |
|  |                                    |                                    |    |              | Meciul pentru locul 19 |                        |  |
|  | 10 decembrie                       | 10 decembrie                       |    | 11 decembrie | 11 decembrie           |                        |  |
|  | Brazilia                           | 28                                 |    | Angola       | 33                     |                        |  |
|  | Camerun                            | 26                                 |    |              | Camerun                | 23                     |  |

#### Semifinalele pentru locurile 17-20
| 10 decembrie 2017 11:30 | Angola                          | 33 - 34 (Prel.) | Polonia  | Arena Leipzig, Leipzig Asistență: 763 Arbitri: Erdoğan, Özdeniz |
| 10 decembrie 2017 11:30 | Guialo 9                        | (13-12)         | Gryzb 13 | Arena Leipzig, Leipzig Asistență: 763 Arbitri: Erdoğan, Özdeniz |
| 10 decembrie 2017 11:30 | 5× 2× 1×                        | Cronica         | 3×       | Arena Leipzig, Leipzig Asistență: 763 Arbitri: Erdoğan, Özdeniz |
| 10 decembrie 2017 11:30 | FT: 24 - 24 Prel.: 24-24, 24-24 |                 |          | Arena Leipzig, Leipzig Asistență: 763 Arbitri: Erdoğan, Özdeniz |

| 10 decembrie 2017 14:00 | Brazilia   | 28 - 26 | Camerun                    | Arena Leipzig, Leipzig Asistență: 637 Arbitri: Alpaidze, Berezkina |
| 10 decembrie 2017 14:00 | da Rocha 7 | (14-14) | Mossy Solle, Touba Byolo 6 | Arena Leipzig, Leipzig Asistență: 637 Arbitri: Alpaidze, Berezkina |
| 10 decembrie 2017 14:00 | 4× 2×      | Cronica | 7× 1×                      | Arena Leipzig, Leipzig Asistență: 637 Arbitri: Alpaidze, Berezkina |

#### Meciul pentru locul 19
| 11 decembrie 2017 11:30 | Angola    | 33 - 23 | Camerun          | Arena Leipzig, Leipzig Asistență: 227 Arbitri: Koo, Lee |
| 11 decembrie 2017 11:30 | Machado 8 | (16-12) | trei jucătoare 4 | Arena Leipzig, Leipzig Asistență: 227 Arbitri: Koo, Lee |
| 11 decembrie 2017 11:30 | 2× 3×     | Cronica | 3× 1×            | Arena Leipzig, Leipzig Asistență: 227 Arbitri: Koo, Lee |

#### Meciul pentru locul 17
| 11 decembrie 2017 14:00 | Polonia        | 29 - 27 | Brazilia | Arena Leipzig, Leipzig Asistență: 242 Arbitri: Hizaki, Ikebuchi |
| 11 decembrie 2017 14:00 | Kudłacz-Gloc 7 | (15-13) | Costa 8  | Arena Leipzig, Leipzig Asistență: 242 Arbitri: Hizaki, Ikebuchi |
| 11 decembrie 2017 14:00 | 6× 3× 1×       | Cronica | 5× 2× 1× | Arena Leipzig, Leipzig Asistență: 242 Arbitri: Hizaki, Ikebuchi |

### Meciurile pentru locurile 21-24
|  | Semifinalele pentru locurile 21-24 | Semifinalele pentru locurile 21-24 |    |              | Meciul pentru locul 21 | Meciul pentru locul 21 |  |
|  |                                    |                                    |    |              |                        |                        |  |
|  | 10 decembrie                       |                                    |    |              |                        |                        |  |
|  | Paraguay                           | 28                                 |    |              |                        |                        |  |
|  | Argentina                          | 25                                 |    |              |                        |                        |  |
|  |                                    |                                    |    |              |                        |                        |  |
|  |                                    |                                    |    |              | 11 decembrie           |                        |  |
|  |                                    |                                    |    |              | Paraguay               | 23                     |  |
|  |                                    | China                              | 21 |              |                        |                        |  |
|  |                                    |                                    |    |              |                        |                        |  |
|  |                                    |                                    |    |              |                        |                        |  |
|  |                                    |                                    |    |              | Meciul pentru locul 23 |                        |  |
|  | 10 decembrie                       | 10 decembrie                       |    | 11 decembrie | 11 decembrie           |                        |  |
|  | Tunisia                            | 31                                 |    | Argentina    | 29                     |                        |  |
|  | China                              | 32                                 |    |              | Tunisia                | 19                     |  |

#### Semifinalele pentru locurile 21-24
| 10 decembrie 2017 11:30 | Paraguay | 28 - 25 | Argentina                | GETEC Arena, Magdeburg Asistență: 1.493 Arbitri: Arntsen, Røen |
| 10 decembrie 2017 11:30 | Fiore 8  | (10-12) | Ponce de Leon, Salvadó 5 | GETEC Arena, Magdeburg Asistență: 1.493 Arbitri: Arntsen, Røen |
| 10 decembrie 2017 11:30 | 3× 1×    | Cronica | 3×                       | GETEC Arena, Magdeburg Asistență: 1.493 Arbitri: Arntsen, Røen |

| 10 decembrie 2015 14:00 | Tunisia    | 31 - 32 | China | GETEC Arena, Magdeburg Asistență: 1.787 Arbitri: Bonaventura, Bonaventura |
| 10 decembrie 2015 14:00 | Hamrouni 6 | (14-16) | Liu 9 | GETEC Arena, Magdeburg Asistență: 1.787 Arbitri: Bonaventura, Bonaventura |
| 10 decembrie 2015 14:00 | 1× 3×      | Cronica | 5× 2× | GETEC Arena, Magdeburg Asistență: 1.787 Arbitri: Bonaventura, Bonaventura |

#### Meciul pentru locul 23
| 11 decembrie 2017 11:30 | Argentina | 29 - 19 | Tunisia     | GETEC Arena, Magdeburg Asistență: 1.361 Arbitri: García, Marín |
| 11 decembrie 2017 11:30 | Salvadó 8 | (15-10) | Chabchoub 5 | GETEC Arena, Magdeburg Asistență: 1.361 Arbitri: García, Marín |
| 11 decembrie 2017 11:30 | 1×        | Cronica | 3× 1×       | GETEC Arena, Magdeburg Asistență: 1.361 Arbitri: García, Marín |

#### Meciul pentru locul 21
| 11 decembrie 2017 14:00 | Paraguay | 23 - 21 | China | GETEC Arena, Magdeburg Asistență: 1.361 Arbitri: Kurtagić, Wetterwik |
| 11 decembrie 2017 14:00 | Fiore 5  | (14-10) | Sun 6 | GETEC Arena, Magdeburg Asistență: 1.361 Arbitri: Kurtagić, Wetterwik |
| 11 decembrie 2017 14:00 | 4×       | Cronica | 6× 1× | GETEC Arena, Magdeburg Asistență: 1.361 Arbitri: Kurtagić, Wetterwik |

## Fazele eliminatorii

### Schema
| Optimile de finală | Optimile de finală    | Optimile de finală |  |  | Sferturile de finală | Sferturile de finală | Sferturile de finală |  |  | Semifinalele | Semifinalele  | Semifinalele |  |              | Finala       | Finala        | Finala |
|                    |                       |                    |  |  |                      |                      |                      |  |  |              |               |              |  |              |              |               |        |
| B1                 | Suedia                | 33                 |  |  |                      |                      |                      |  |  |              |               |              |  |              |              |               |        |
| A4                 | Slovenia              | 21                 |  |  | B1                   | Suedia               | 26                   |  |  |              |               |              |  |              |              |               |        |
| D3                 | Germania              | 17                 |  |  | C2                   | Danemarca            | 23                   |  |  |              |               |              |  |              |              |               |        |
| C2                 | Danemarca             | 21                 |  |  |                      |                      |                      |  |  | B1           | Suedia        | 22           |  |              |              |               |        |
| B3                 | Ungaria               | 26                 |  |  |                      |                      |                      |  |  | A2           | Franța        | 24           |  |              |              |               |        |
| A2                 | Franța                | 29                 |  |  | A2                   | Franța               | 25                   |  |  |              |               |              |  |              |              |               |        |
| D1                 | Serbia                | 29                 |  |  | C4                   | Muntenegru           | 22                   |  |  |              |               |              |  |              |              |               |        |
| C4                 | Muntenegru            | 31                 |  |  |                      |                      |                      |  |  |              |               |              |  |              | A2           | Franța        | 23     |
| C3                 | Japonia               | 24                 |  |  |                      |                      |                      |  |  |              |               |              |  |              | B2           | Norvegia      | 21     |
| D2                 | Țările de Jos (Prel.) | 26                 |  |  | D2                   | Țările de Jos        | 30                   |  |  |              |               |              |  |              |              |               |        |
| A1                 | România               | 27                 |  |  | B4                   | Cehia                | 26                   |  |  |              |               |              |  |              |              |               |        |
| B4                 | Cehia                 | 28                 |  |  |                      |                      |                      |  |  | D2           | Țările de Jos | 23           |  |              |              |               |        |
| A3                 | Spania                | 23                 |  |  |                      |                      |                      |  |  | B2           | Norvegia      | 32           |  |              |              |               |        |
| B2                 | Norvegia              | 31                 |  |  | B2                   | Norvegia             | 34                   |  |  |              |               |              |  | Locurile 3-4 | Locurile 3-4 | Locurile 3-4  |        |
| C1                 | Rusia (Prel.)         | 36                 |  |  | C1                   | Rusia                | 17                   |  |  |              |               |              |  |              | B1           | Suedia        | 21     |
| D4                 | Coreea de Sud         | 35                 |  |  |                      |                      |                      |  |  |              |               |              |  |              | D2           | Țările de Jos | 24     |

#### Optimile de finală
| 10 decembrie 2017 17:30 | Serbia   | 29 - 31 | Muntenegru  | GETEC Arena, Magdeburg Asistență: 3.011 Arbitri: García, Marín |
| 10 decembrie 2017 17:30 | Cvijić 7 | (9-14)  | Radičević 9 | GETEC Arena, Magdeburg Asistență: 3.011 Arbitri: García, Marín |
| 10 decembrie 2017 17:30 | 5× 1×    | Cronică | 6× 3×       | GETEC Arena, Magdeburg Asistență: 3.011 Arbitri: García, Marín |

| 10 decembrie 2017 17:30 | Ungaria             | 26 - 29 | Franța      | Arena Leipzig, Leipzig Asistență: 1.385 Arbitri: Pavićević, Ražnatović |
| 10 decembrie 2017 17:30 | Kovacsics, Lukács 6 | (11-14) | Lacrabère 5 | Arena Leipzig, Leipzig Asistență: 1.385 Arbitri: Pavićević, Ražnatović |
| 10 decembrie 2017 17:30 | 5× 3×               | Cronică | 4× 1×       | Arena Leipzig, Leipzig Asistență: 1.385 Arbitri: Pavićević, Ražnatović |

| 10 decembrie 2017 20:30 | Germania | 17 - 21 | Danemarca              | GETEC Arena, Magdeburg Asistență: 4.133 Arbitri: Kurtagić, Wetterwik |
| 10 decembrie 2017 20:30 | Smits 6  | (7-11)  | S. Jørgensen, Tranborg | GETEC Arena, Magdeburg Asistență: 4.133 Arbitri: Kurtagić, Wetterwik |
| 10 decembrie 2017 20:30 | 3×       | Cronică | 6× 2× 1×               | GETEC Arena, Magdeburg Asistență: 4.133 Arbitri: Kurtagić, Wetterwik |

| 10 decembrie 2017 20:30 | Suedia     | 33 - 21 | Slovenia | Arena Leipzig, Leipzig Asistență: 1.190 Arbitri: Grillo, Lenci |
| 10 decembrie 2017 20:30 | Westberg 8 | (18-12) | Koren 8  | Arena Leipzig, Leipzig Asistență: 1.190 Arbitri: Grillo, Lenci |
| 10 decembrie 2017 20:30 | 3×         | Cronică | 3× 2×    | Arena Leipzig, Leipzig Asistență: 1.190 Arbitri: Grillo, Lenci |

| 11 decembrie 2017 17:30 | Rusia                    | 36 - 35 (Prel.) | Coreea de Sud | GETEC Arena, Magdeburg Asistență: 1.132 Arbitri: Arntsen, Røen |
| 11 decembrie 2017 17:30 | Vedehina 9               | (16-14)         | Ryu 10        | GETEC Arena, Magdeburg Asistență: 1.132 Arbitri: Arntsen, Røen |
| 11 decembrie 2017 17:30 | 4× 2× 1×                 | Cronică         | 1×            | GETEC Arena, Magdeburg Asistență: 1.132 Arbitri: Arntsen, Røen |
| 11 decembrie 2017 17:30 | FT: 30 - 30 Prel.: 36-35 |                 |               | GETEC Arena, Magdeburg Asistență: 1.132 Arbitri: Arntsen, Røen |

| 11 decembrie 2017 17:30 | România  | 27 - 28 | Cehia       | Arena Leipzig, Leipzig Asistență: 1.003 Arbitri: Schulze, Tönnies |
| 11 decembrie 2017 17:30 | Neagu 13 | (17-14) | Jeřábková 7 | Arena Leipzig, Leipzig Asistență: 1.003 Arbitri: Schulze, Tönnies |
| 11 decembrie 2017 17:30 | 10× 4×   | Cronică | 3× 4×       | Arena Leipzig, Leipzig Asistență: 1.003 Arbitri: Schulze, Tönnies |

| 11 decembrie 2017 20:30 | Japonia                  | 24 - 26 (Prel.) | Țările de Jos | GETEC Arena, Magdeburg Asistență: 1.231 Arbitri: Krichen, Makhlouf |
| 11 decembrie 2017 20:30 | Ikehara 5                | (10-10)         | Malestein 7   | GETEC Arena, Magdeburg Asistență: 1.231 Arbitri: Krichen, Makhlouf |
| 11 decembrie 2017 20:30 | 4× 2×                    | Cronică         | 3×            | GETEC Arena, Magdeburg Asistență: 1.231 Arbitri: Krichen, Makhlouf |
| 11 decembrie 2017 20:30 | FT: 20 - 20 Prel.: 24-26 |                 |               | GETEC Arena, Magdeburg Asistență: 1.231 Arbitri: Krichen, Makhlouf |

| 11 decembrie 2017 20:30 | Spania   | 23 - 31 | Norvegia | Arena Leipzig, Leipzig Asistență: 1.263 Arbitri: Christiansen, Hansen |
| 11 decembrie 2017 20:30 | Martín 6 | (10-13) | Mørk 11  | Arena Leipzig, Leipzig Asistență: 1.263 Arbitri: Christiansen, Hansen |
| 11 decembrie 2017 20:30 | 4× 1×    | Cronică | 5× 1×    | Arena Leipzig, Leipzig Asistență: 1.263 Arbitri: Christiansen, Hansen |

#### Sferturile de finală
| 12 decembrie 2017 17:30 | Suedia       | 26 - 23 | Danemarca  | Arena Leipzig, Leipzig Asistență: 2.387 Arbitri: Alpaidze, Berezkina |
| 12 decembrie 2017 17:30 | Blomstrand 7 | (13-11) | Tranborg 7 | Arena Leipzig, Leipzig Asistență: 2.387 Arbitri: Alpaidze, Berezkina |
| 12 decembrie 2017 17:30 | 2×           | Cronică | 4× 2×      | Arena Leipzig, Leipzig Asistență: 2.387 Arbitri: Alpaidze, Berezkina |

| 12 decembrie 2017 20:30 | Franța   | 25 - 22 | Muntenegru  | Arena Leipzig, Leipzig Asistență: 2.019 Arbitri: Koo, Lee |
| 12 decembrie 2017 20:30 | Pineau 5 | (12-10) | Bulatović 9 | Arena Leipzig, Leipzig Asistență: 2.019 Arbitri: Koo, Lee |
| 12 decembrie 2017 20:30 | 3× 4×    | Cronică | 3×          | Arena Leipzig, Leipzig Asistență: 2.019 Arbitri: Koo, Lee |

| 13 decembrie 2017 17:30 | Țările de Jos | 30 - 26 | Cehia       | GETEC Arena, Magdeburg Asistență: 1.451 Arbitri: Horváth, Marton |
| 13 decembrie 2017 17:30 | Abbingh 14    | (17-16) | Luzumová 11 | GETEC Arena, Magdeburg Asistență: 1.451 Arbitri: Horváth, Marton |
| 13 decembrie 2017 17:30 | 4× 3×         | Cronică | 5× 3×       | GETEC Arena, Magdeburg Asistență: 1.451 Arbitri: Horváth, Marton |

| 13 decembrie 2017 20:30 | Norvegia | 34 - 17 | Rusia      | GETEC Arena, Magdeburg Asistență: 1.583 Arbitri: Bonaventura, Bonaventura |
| 13 decembrie 2017 20:30 | Mørk 9   | (15-8)  | Kocetova 5 | GETEC Arena, Magdeburg Asistență: 1.583 Arbitri: Bonaventura, Bonaventura |
| 13 decembrie 2017 20:30 | 2×       | Cronică | 4× 2×      | GETEC Arena, Magdeburg Asistență: 1.583 Arbitri: Bonaventura, Bonaventura |

#### Semifinalele
| 15 decembrie 2017 17:30 | Țările de Jos     | 23 - 32 | Norvegia | Barclaycard Arena, Hamburg Asistență: 11.261 Arbitri: Kurtagić, Wetterwik |
| 15 decembrie 2017 17:30 | van der Heijden 5 | (10-17) | Mørk 8   | Barclaycard Arena, Hamburg Asistență: 11.261 Arbitri: Kurtagić, Wetterwik |
| 15 decembrie 2017 17:30 | 2× 1×             | Cronică | 5× 3×    | Barclaycard Arena, Hamburg Asistență: 11.261 Arbitri: Kurtagić, Wetterwik |

| 15 decembrie 2017 20:45 | Suedia   | 22 - 24 | Franța      | Barclaycard Arena, Hamburg Asistență: 11.261 Arbitri: García, Marín |
| 15 decembrie 2017 20:45 | Hagman 8 | (12-11) | Lacrabère 5 | Barclaycard Arena, Hamburg Asistență: 11.261 Arbitri: García, Marín |
| 15 decembrie 2017 20:45 | 3×       | Cronică | 7× 2×       | Barclaycard Arena, Hamburg Asistență: 11.261 Arbitri: García, Marín |

#### Finala mică
| 17 decembrie 2017 14:30 | Suedia    | 21 - 24 | Țările de Jos | Barclaycard Arena, Hamburg Asistență: 11.162 Arbitri: Alpaidze, Berezkina |
| 17 decembrie 2017 14:30 | Gulldén 7 | (8-14)  | Abbingh 8     | Barclaycard Arena, Hamburg Asistență: 11.162 Arbitri: Alpaidze, Berezkina |
| 17 decembrie 2017 14:30 | 3× 1×     | Cronică | 6× 1×         | Barclaycard Arena, Hamburg Asistență: 11.162 Arbitri: Alpaidze, Berezkina |

#### Finala
| 17 decembrie 2017 17:30 | Franța            | 23 - 21 | Norvegia            | Barclaycard Arena, Hamburg Asistență: 11.261 Arbitri: Christiansen, Hansen |
| 17 decembrie 2017 17:30 | Houette, Pineau 4 | (11-10) | Mørk, Kristiansen 7 | Barclaycard Arena, Hamburg Asistență: 11.261 Arbitri: Christiansen, Hansen |
| 17 decembrie 2017 17:30 | 4×                | Cronică | 1×                  | Barclaycard Arena, Hamburg Asistență: 11.261 Arbitri: Christiansen, Hansen |

## Clasament și statistici
Spre deosebire de ediția anterioară, în 2017 nu s-au mai disputat partide pentru stabilirea locurilor 5–16. Clasamentul a fost alcătuit conform regulamentului IHF publicat pe 30 mai 2014. Echipele învinse în optimile de finală au fost departajate pe baza următoarelor criterii:
a) numărul de puncte obținute în runda anterioară (faza grupelor) împotriva echipelor clasate pe locurile 1–4 în grupa lor;
b) în caz de egalitate la puncte, departajarea s-a făcut pe baza golaverajului realizat în condițiile punctului a);
|  | Calificată la Campionatul Mondial din 2019 |

| Loc | Echipă        |
| --- | ------------- |
|     | Franța        |
|     | Norvegia      |
|     | Țările de Jos |
| 4   | Suedia        |
| 5   | Rusia         |
| 6   | Danemarca     |
| 7   | Muntenegru    |
| 8   | Cehia         |
| 9   | Serbia        |
| 10  | România       |
| 11  | Spania        |
| 12  | Germania      |
| 13  | Coreea de Sud |
| 14  | Slovenia      |
| 15  | Ungaria       |
| 16  | Japonia       |
| 17  | Polonia       |
| 18  | Brazilia      |
| 19  | Angola        |
| 20  | Camerun       |
| 21  | Paraguay      |
| 22  | China         |
| 23  | Argentina     |
| 24  | Tunisia       |

| Campionatul Mondial de Handbal Feminin 2017 · Franța · Al doilea titlu Echipa: Cléopâtre Darleux, Amandine Leynaud, Camille Ayglon, Blandine Dancette, Siraba Dembélé, Béatrice Edwige, Laura Flippes, Manon Houette, Orlane Kanor, Alexandra Lacrabère, Laurisa Landre, Astride N'Gouan, Kalidiatou Niakaté, Gnonsiane Niombla, Estelle Nze Minko, Allison Pineau, Grâce Zaadi. · Antrenori: Olivier Krumbholz, Sébastien Gardillou. |

| Post                         | Handbalistă                |
| ---------------------------- | -------------------------- |
| Portar                       | Katrine Lunde (NOR)        |
| Extremă stânga               | Siraba Dembélé (FRA)       |
| Inter stânga                 | Lois Abbingh (NED)         |
| Pivot                        | Yvette Broch (NED)         |
| Coordonator                  | Grâce Zaadi (FRA)          |
| Inter dreapta                | Nora Mørk (NOR)            |
| Extremă dreapta              | Nathalie Hagman (SWE)      |
| Jucătoarea competiției (MVP) | Stine Bredal Oftedal (NOR) |

| Poz. | Nume                  | Goluri | Șuturi | %  | Meciuri |
| ---- | --------------------- | ------ | ------ | -- | ------- |
| 1    | Nora Mørk             | 66     | 97     | 68 | 9       |
| 2    | Lois Abbingh          | 58     | 100    | 58 | 9       |
| 3    | Iveta Luzumová        | 47     | 73     | 64 | 7       |
| 4    | Isabelle Gulldén      | 46     | 74     | 62 | 9       |
| 5    | Karolina Kudłacz-Gloc | 44     | 70     | 63 | 7       |
| 5    | Stine Bredal Oftedal  | 44     | 68     | 65 | 9       |
| 7    | Sabrina Fiore         | 43     | 62     | 69 | 7       |
| 7    | Ana Gros              | 43     | 67     | 64 | 6       |
| 7    | Markéta Jeřábková     | 43     | 101    | 43 | 7       |
| 10   | Katarina Bulatović    | 42     | 85     | 49 | 7       |
| 10   | Cristina Neagu        | 42     | 72     | 58 | 6       |
| 10   | Jovanka Radičević     | 42     | 61     | 69 | 7       |

| Poz. | Nume                | %  | Parade | Șuturi | Meciuri |
| ---- | ------------------- | -- | ------ | ------ | ------- |
| 1    | Katja Kramarczyk    | 42 | 30     | 71     | 6       |
| 1    | Katrine Lunde       | 42 | 92     | 217    | 9       |
| 3    | Iulia Dumanska      | 40 | 39     | 98     | 6       |
| 4    | Cléopâtre Darleux   | 39 | 41     | 106    | 9       |
| 4    | Kinga Janurik       | 39 | 27     | 70     | 6       |
| 6    | Kari Aalvik Grimsbø | 38 | 43     | 112    | 9       |
| 6    | Park Sae-young      | 38 | 43     | 113    | 6       |
| 8    | Clara Woltering     | 37 | 43     | 115    | 6       |
| 10   | Marija Čolić        | 35 | 39     | 113    | 6       |
| 10   | Viktoria Kalinina   | 35 | 38     | 108    | 7       |
| 10   | Amandine Leynaud    | 35 | 65     | 186    | 9       |
| 10   | Sandra Toft         | 35 | 68     | 192    | 7       |